# Linton Garner
Linton Garner (Greensboro (North Carolina), 25 maart 1915 - Vancouver, 6 maart 2003) was een Amerikaanse jazz-pianist, trompettist, zanger en arrangeur in de swing en bebop. Hij was de broer van Erroll Garner.

## Biografie
Garner was als trompettist aanvankelijk actief in lokale orkesten in Pittsburgh, waarin hij samenspeelde met de toen onbekende Billy Eckstine en Art Blakey. Hij had al op zijn veertiende een eigen groep. Problemen met zijn (afgebroken) voortanden dwongen hem rond 1930 zich vooral te richten op de piano, waarin hij al op jonge leeftijd les had gehad. Met musici uit zijn band stapte hij op een gegeven moment over naar bandleider en pianist Fletcher Henderson. Linton nam plaats achter de piano en deed voor Henderson ook arrangeerwerk.
Tijdens de oorlog deed Linton dienst in het leger, waar hij in verschillende legerbands speelde (1943-1946). Na de oorlog speelde hij in Pittsburgh in de groep van Leroy Brown en was hij pianist en arrangeur in de bebop-band van zanger Billy Eckstine (1946-1947). In New York arrangeerde hij voor de bigband van Dizzy Gillespie en werkte hij mee aan plaatopnames, onder meer een groep met zanger Earl Coleman en een jonge Miles Davis. Hierna begeleidde hij de pianist van komiek Timmie Rogers en toerde hij met danser Teddy Hale (1947-1955). In 1959 nam Linton Garner het album 'Garner Plays Garner' op.
Rond 1962 vestigde Garner zich met zijn gezin in Montreal. Hij werkte in de jaren erna in allerlei gelegenheden, als pianist, maar ook als arrangeur en muzikaal directeur (de show 'Ebony in Rhythm'). Tevens had hij hier eigen groepen. In 1974 vestigde hij zich in Vancouver, waar hij tot aan zijn dood woonde. In Vancouver was hij de huispianist van een groot hotel en speelde hij in een restaurant. In 2002, een paar maanden voor zijn overlijden, nam hij met een trio het album 'Quiet Nights' op, een live-album.
Garner is te horen op opnames van onder meer Fats Navarro, Babs Gonzalez en Sonny Rollins.
Linton Garner overleed aan de gevolgen van hartfalen.

## Discografie
- Garner Plays Garner, Mount Vernon Music, ca. 1959 (Enrica, 2011)
- Quiet Nights (live), Cellar Live, 2002

- Bibliothèque nationale de France: cb14072024n (data)
- Gemeinsame Normdatei: 134607864
- International Standard Name Identifier: 0000 0000 5519 0439
- Library of Congress Control Number: no2015110784
- MusicBrainz: f3ec00ec-375d-4582-a0d6-f03034f82ac6
- Virtual International Authority File: 64212020
- WorldCat: E39PBJcWxX6KhBt44MFTjG67pP